# Westerland
Westerland (dänisch: Vesterland, nordfriesisch: Wäästerlön oder Weesterlön) ist ein Ortsteil der Gemeinde Sylt im Kreis Nordfriesland in Schleswig-Holstein und Hauptort der Nordseeinsel Sylt. Von 1905 bis 2008 besaß Westerland das Stadtrecht. Westerland liegt rund 74 Kilometer westlich von Flensburg, 134 Kilometer nordwestlich von Kiel und 186 Kilometer nordwestlich von Hamburg.

## Geschichte

### Bis zur Bestimmung als Seebad 1855

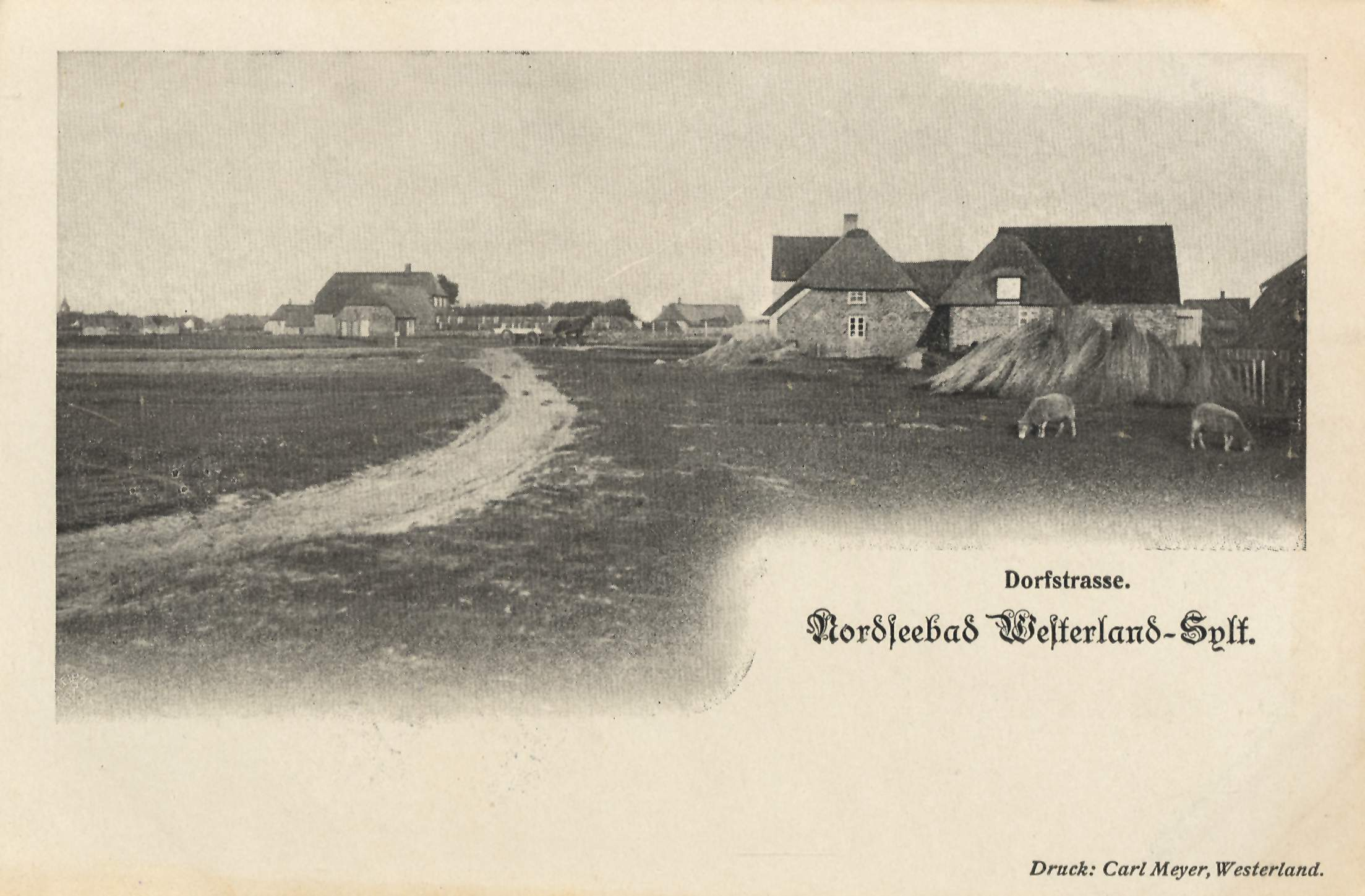
Dorfstraße in Westerland, Postkarte (um 1900)

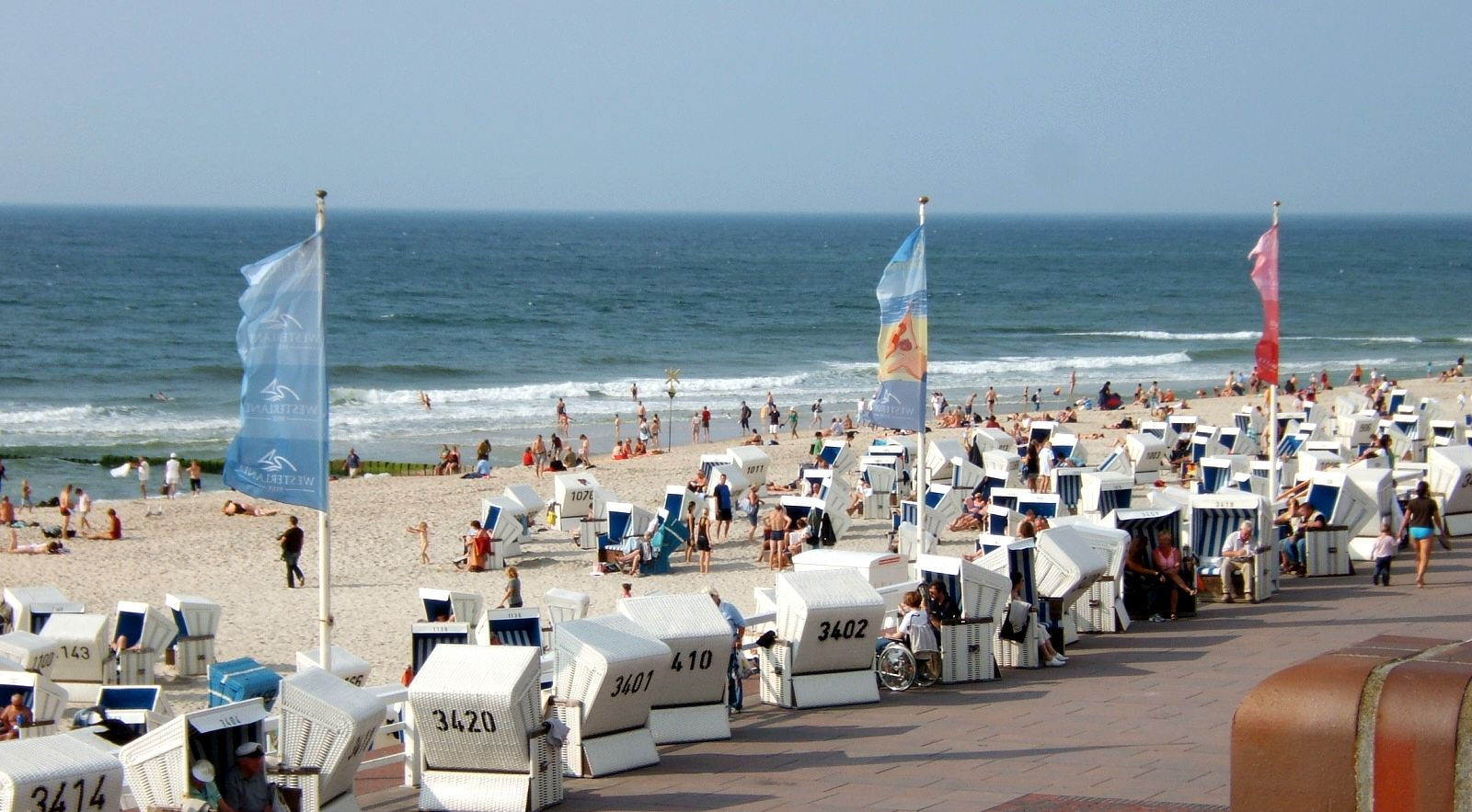
Strand von Westerland

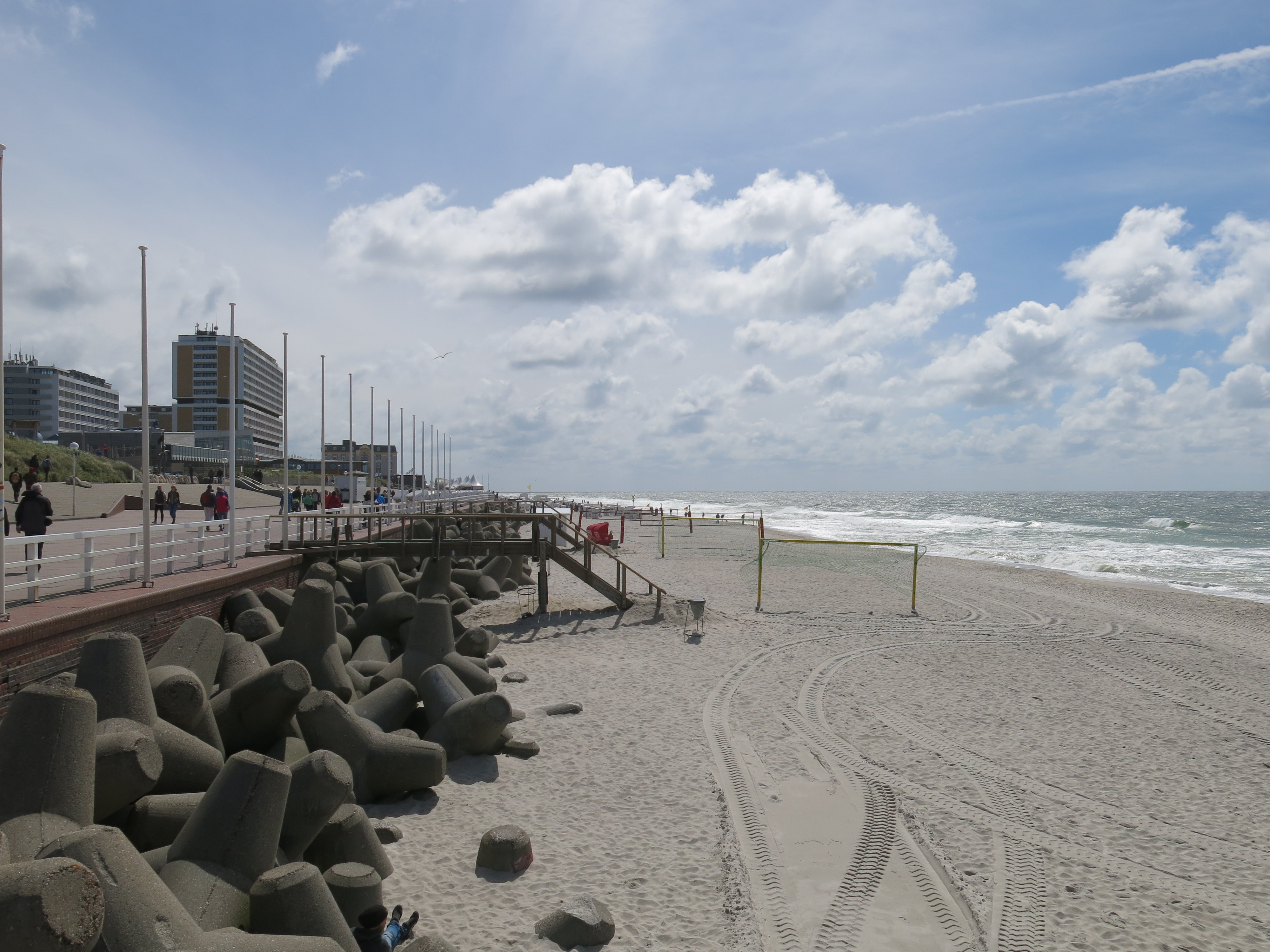
Der Westerländer Strand in Richtung Süden (Sommer 2017)

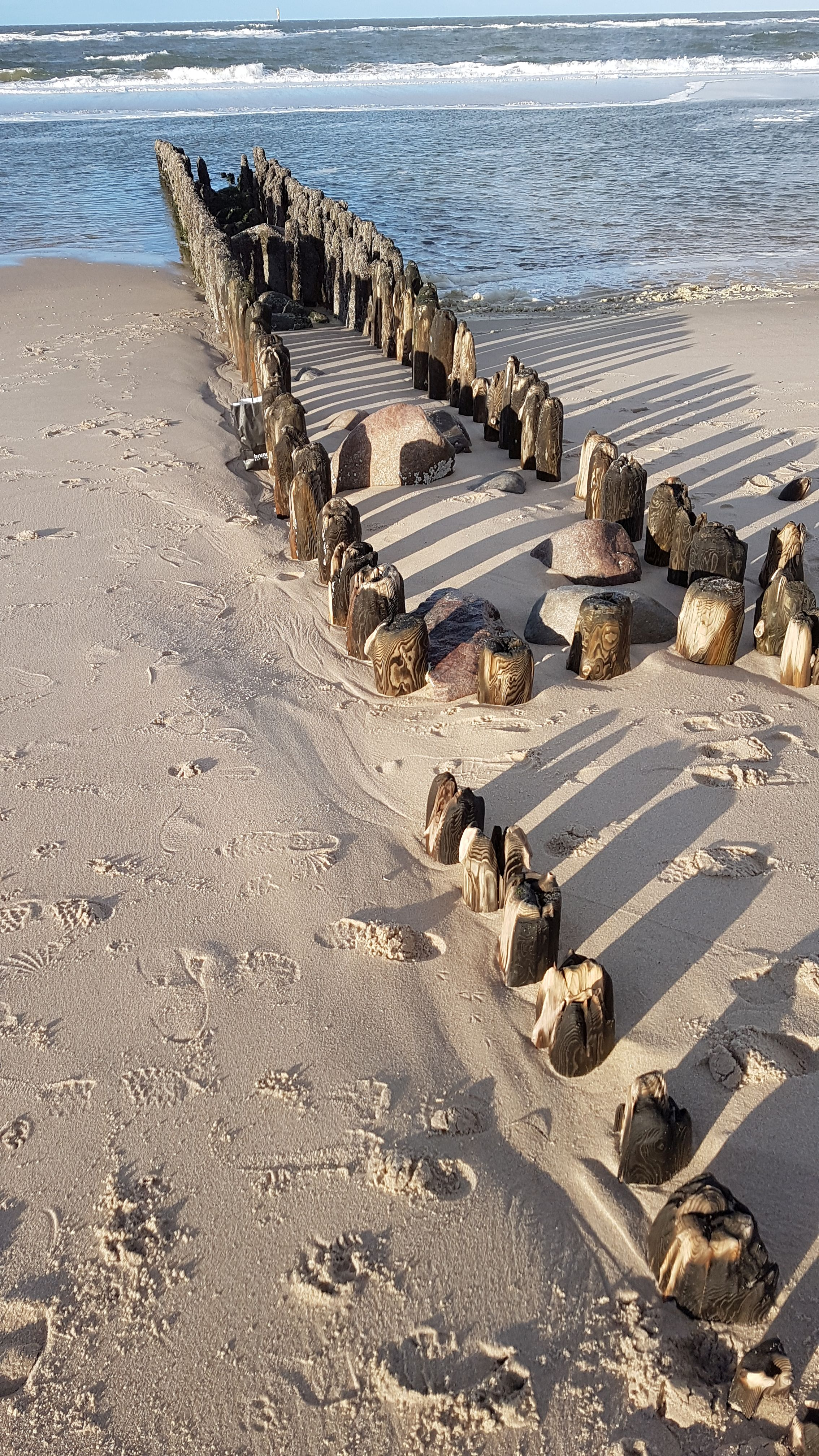
Reste einer alten Holzbuhne am Strand von Westerland 2020. Die jüngeren Stahl- und Stahlbetonbuhnen sind, da wirkungslos, zum Schutz der Badegäste weitgehend entfernt worden

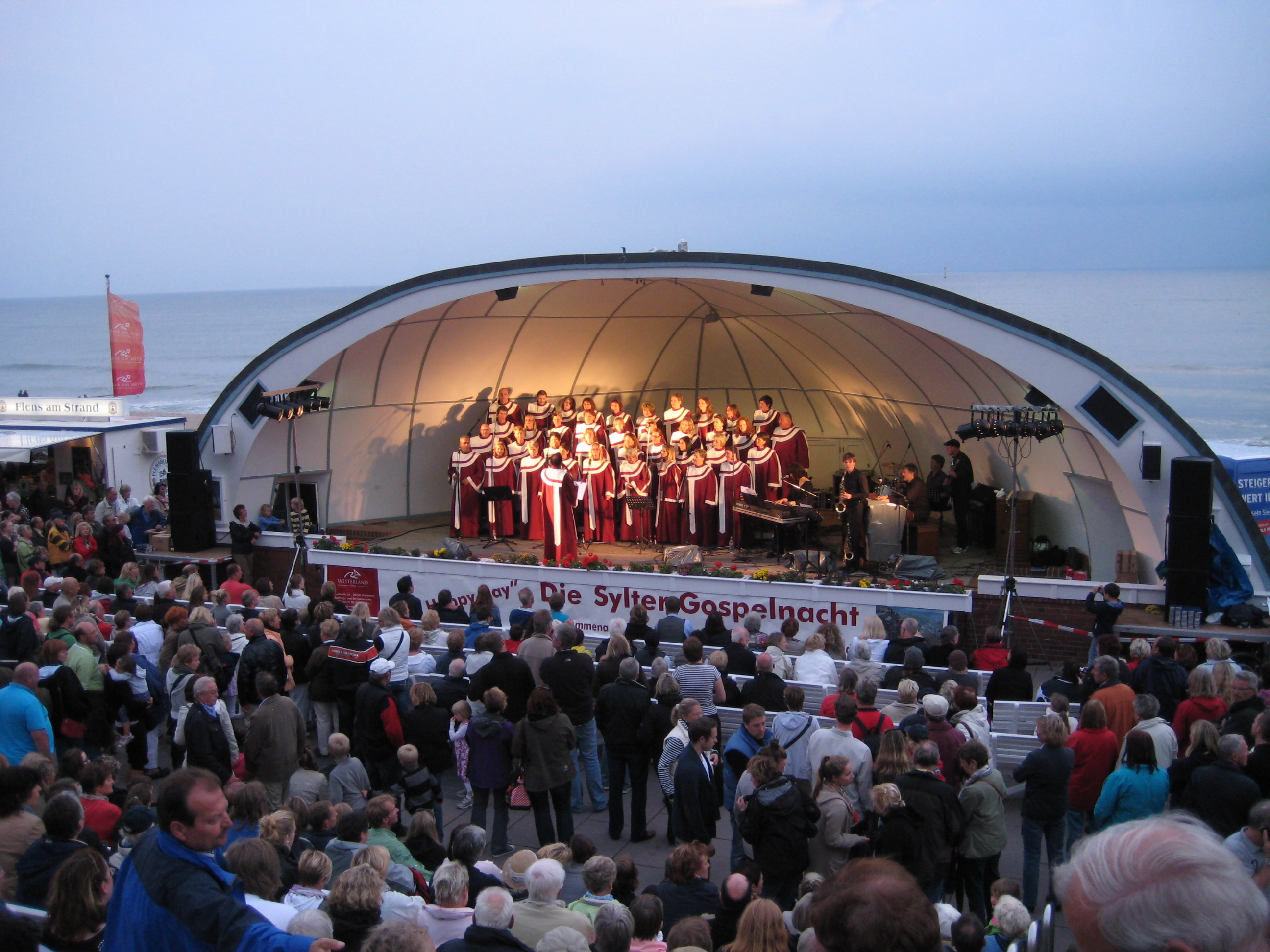
Musikmuschel auf der Strandpromenade

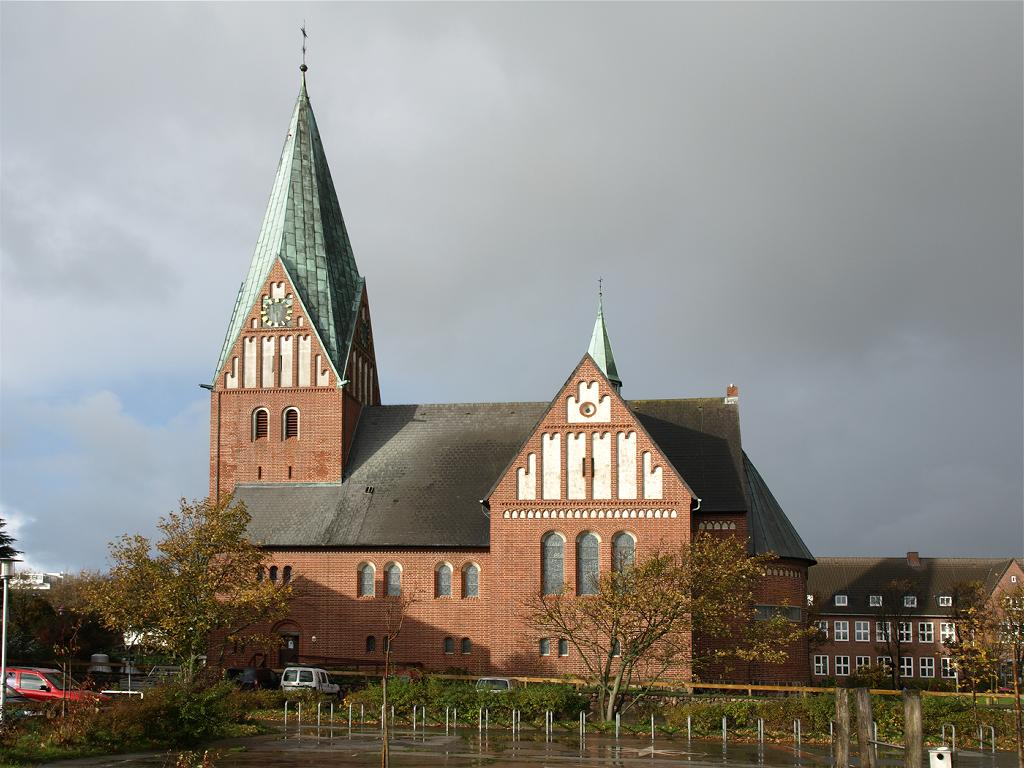
St. Nicolai

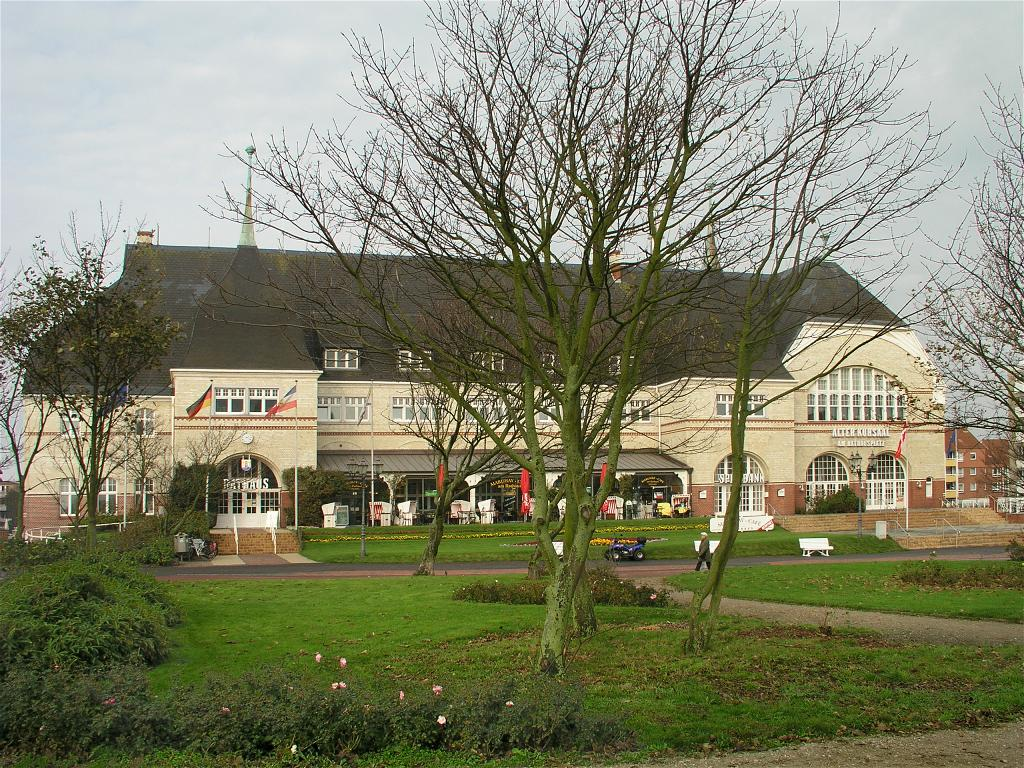
Rathaus und Casino

Die ehemals selbstständige Stadt Westerland ist nach Hörnum der jüngste Ort auf Sylt. Nachdem bei der Allerheiligenflut am 1. November 1436 der Ort Eidum vollständig zerstört wurde, gründeten die Überlebenden auf den Heideflächen nordöstlich der alten Siedlung einen neuen Ort. Der Name Westerland leitet sich wohl von einer alten Tinnumer Flurbezeichnung ab, auf der diese neue Siedlung entstand: Es handelte sich um das Land westlich des Dorfes, also das Wester-Land. Das heutige Alt-Westerland wurde 1462 erstmals urkundlich erwähnt.
Nachdem die ehemaligen Eidumer noch 200 Jahre lang ihre zwischen den Dünen stehende Kirche benutzt hatten, die noch 1648 auf Johannes Mejers Karte eingezeichnet ist, begannen sie 1635 am Ostrand ihres neuen Dorfes mit dem Bau einer eigenen Kirche, der heutigen Dorfkirche St. Niels, die wie die Eidumer Kirche Nikolaus von Myra, dem Heiligen der Seefahrer, geweiht war. Das Inventar und die Glocke stammen aus der alten Eidumer Kirche.
Westerland bestand 1778 lediglich aus 124 Häusern und war so arm, dass kein einziger Landbesitzer sich von seinem Land ernähren konnte, weil das fruchtbare Marschland entweder von der See weggespült wurde oder von den Dünen versandete, wie das Kirchenkollegium an den Herzog schrieb, verbunden mit der Bitte, eine Kollekte zur Renovierung der inzwischen baufälligen Kirche zu genehmigen.

### Das Seebad vor dem Bau des Hindenburgdamms
Im Jahr 1855 erhielt der Ort das Prädikat eines Seebades. Die rund 500 Einwohner beherbergten in der ersten Saison 98 Gäste. Bald galt Westerland als das fortschrittlichste Bad, da im sogenannten Familienbad Männer und Frauen gemeinsam baden durften. Das erste neu erbaute Hotel des Ortes war die im Jahr 1858 eröffnete Dünenhalle, später Hotel Union an der Deckerstraße. Dieses Haus überlebte die Zeiten, bis es im Jahr 2002 abgerissen wurde. Hauptort der Insel wurde Westerland erst mit der Anerkennung als Seebad; bis dahin war über Jahrhunderte Keitum der Hauptort Sylts; dort befand sich zum Beispiel noch bis zu Beginn des 20. Jahrhunderts die einzige Apotheke der Insel. Durch seine zentrale Lage am Schnittpunkt aller Verkehrsachsen und aufgrund seiner Strandnähe festigte sich in den vergangenen 150 Jahren Westerlands insulare Vormachtstellung. 1905 erhielt Westerland schließlich das Stadtrecht.
Durch die vielen katholischen Kurgäste sah man sich veranlasst, 1896 ein katholisches Gotteshaus, die Herz-Jesu-Kirche, zu bauen. Diesem folgte 1957 ein größerer Bau, die Christophoruskirche. Die alte Kirche wurde daraufhin von der Stadt Westerland abgerissen. Wegen mangelhafter Bauqualität wurde allerdings bereits in den 1990er Jahren entschieden, auch den größeren Bau wieder abzureißen und an gleicher Stelle durch einen weiteren Neubau zu ersetzen, der am Palmsonntag des Jahres 1999 eingeweiht wurde.
Als die kleine Dorfkirche St. Niels für die schnell wachsende Bevölkerung und die vielen Gäste nicht mehr ausreichte, errichtete man im Jahr 1908 zusätzlich die Stadtkirche St. Nikolai.

### Deutsch oder dänisch?
Westerland gehörte bis zum Deutsch-Dänischen Krieg 1864 zum Herzogtum Schleswig, welches als Lehen zu Dänemark gehörte. Historisch befinden sich Ort und Insel in den friesisch besiedelten Uthlanden. Bei der Volksabstimmung 1920 über die nationale Zugehörigkeit der Region stimmten in Westerland 1217 Einwohner für Deutschland, 132 für Dänemark. Westerland und die Insel Sylt verblieben somit bei Deutschland.

### Seit dem Bau des Hindenburgdamms
In den 1920er Jahren war Westerland auf dem Weg, ein mondänes Seebad zu werden. In der Zeit des Nationalsozialismus gehörte Westerland, das bis dahin als judenfreundlich gegolten hatte, zu den Strandbädern, die 1934 Juden die Aufnahme und Beherbergung verweigerten. Damit verlor es einen Großteil seines vorherigen Publikums.
1949 folgte schließlich die Anerkennung als Seeheilbad. Dem Bauboom, der die Stadt in den 1960er Jahren erfasste, fielen viele alte Villen und Logierhäuser neuen Apartmentbauten zum Opfer. Zwischen 1951 und 1964 war mit dem ehemaligen SS-Gruppenführer Heinz Reinefarth einer der Befehlshaber bei der Niederschlagung des Warschauer Aufstandes Bürgermeister von Westerland.
Das Stadtbild veränderte sich in den 1960er Jahren entscheidend. Ausgelöst durch den Boom des Tourismus entstanden große Apartmentblocks und Hotels. Am auffälligsten war hier das Kurzentrum Westerland, das zwischen 1966 und 1969 gebaut wurde. Die drei Apartmentblocks überragen auch 2023 noch alle anderen Gebäude. An einem weiteren Großbau, dem geplanten Ferienzentrum Atlantis, das in 25 Stockwerken ein Kurmittelhaus, 750 Apartments und 1200 Tiefgaragenplätze umfassen sollte, entzündete sich ein langanhaltender Streit. Das Gebäude wurde schließlich vom Innenministerium in Kiel gestoppt, die weitere Stadtentwicklung setzte nicht mehr ausschließlich auf moderne Apartmentblocks.
1988 verfasste die aus Berlin stammende Band Die Ärzte ein Lied über Westerland, das bis heute zu ihren größten Hits zählt.
Per Bürgerentscheid wurde am 25. Mai 2008 der Zusammenschluss mit der Gemeinde Sylt-Ost zum 1. Januar 2009 beschlossen. Seit dem 1. Januar 2009 bilden diese beiden Gemeinden gemeinsam mit Rantum die neue Gemeinde Sylt.

## Bevölkerungsentwicklung
- 1755: 00 490 Einwohner
- 1804: 00 437 Einwohner
- 1905: 02.292 Einwohner
- 1934: 03.614 Einwohner
- 1939: 06.209 Einwohner

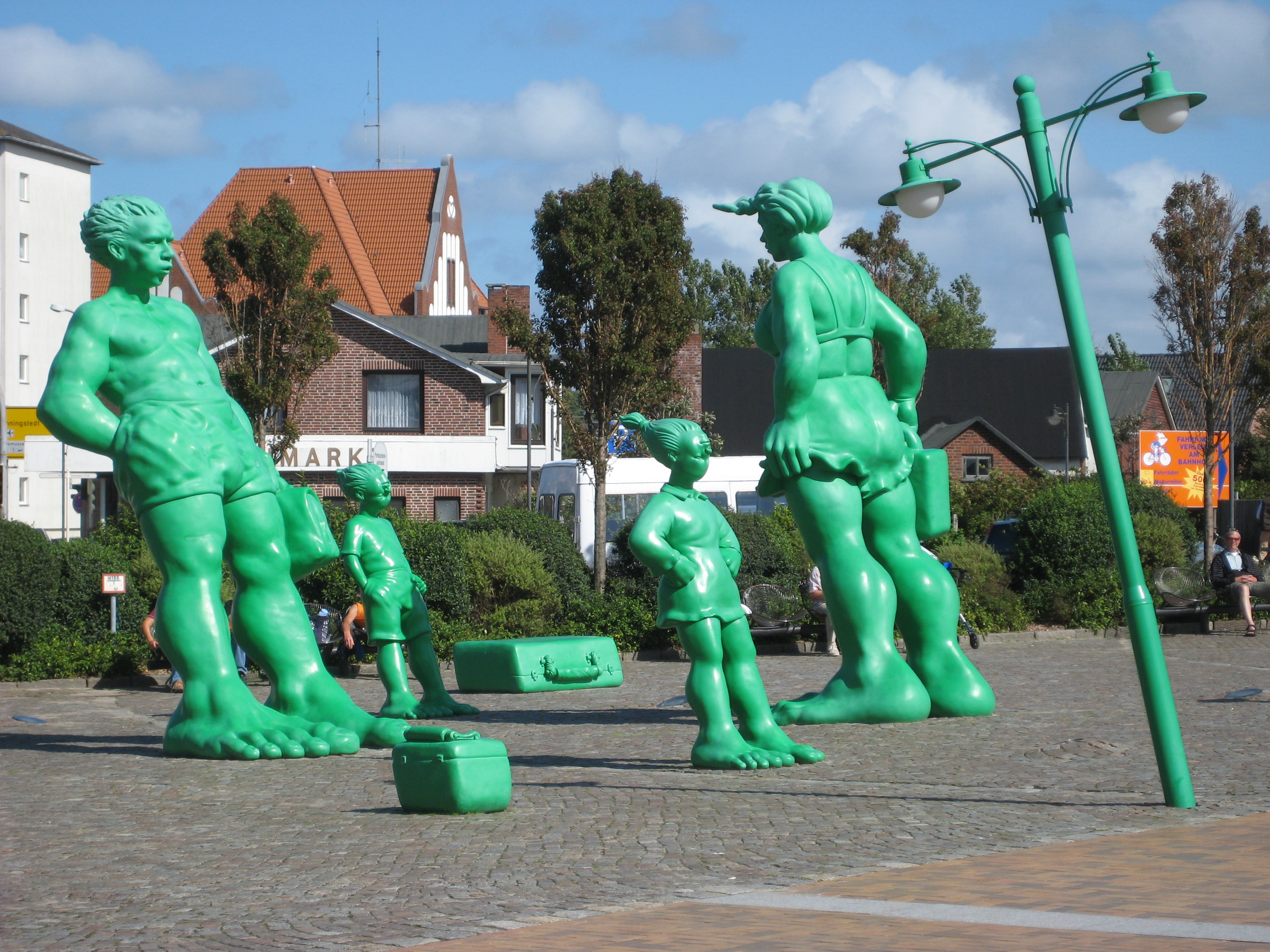
Reisende im Wind – Bildhauer Martin Wolke

- 1946: 10.957 Einwohner (Deutlich erkennbar die hohe Zahl an Flüchtlingsfamilien)
- 1961: 08.507 Einwohner
- 1968: 11.020 Einwohner (hier wurden noch alle Zweitwohnungsbesitzer mit erfasst)
- 1979: 09.525 Einwohner (ab hier ohne Zweitwohnungsbesitzer)
- 2006: 08.973 Einwohner
- 2007: 09.072 Einwohner[8]

## Politik

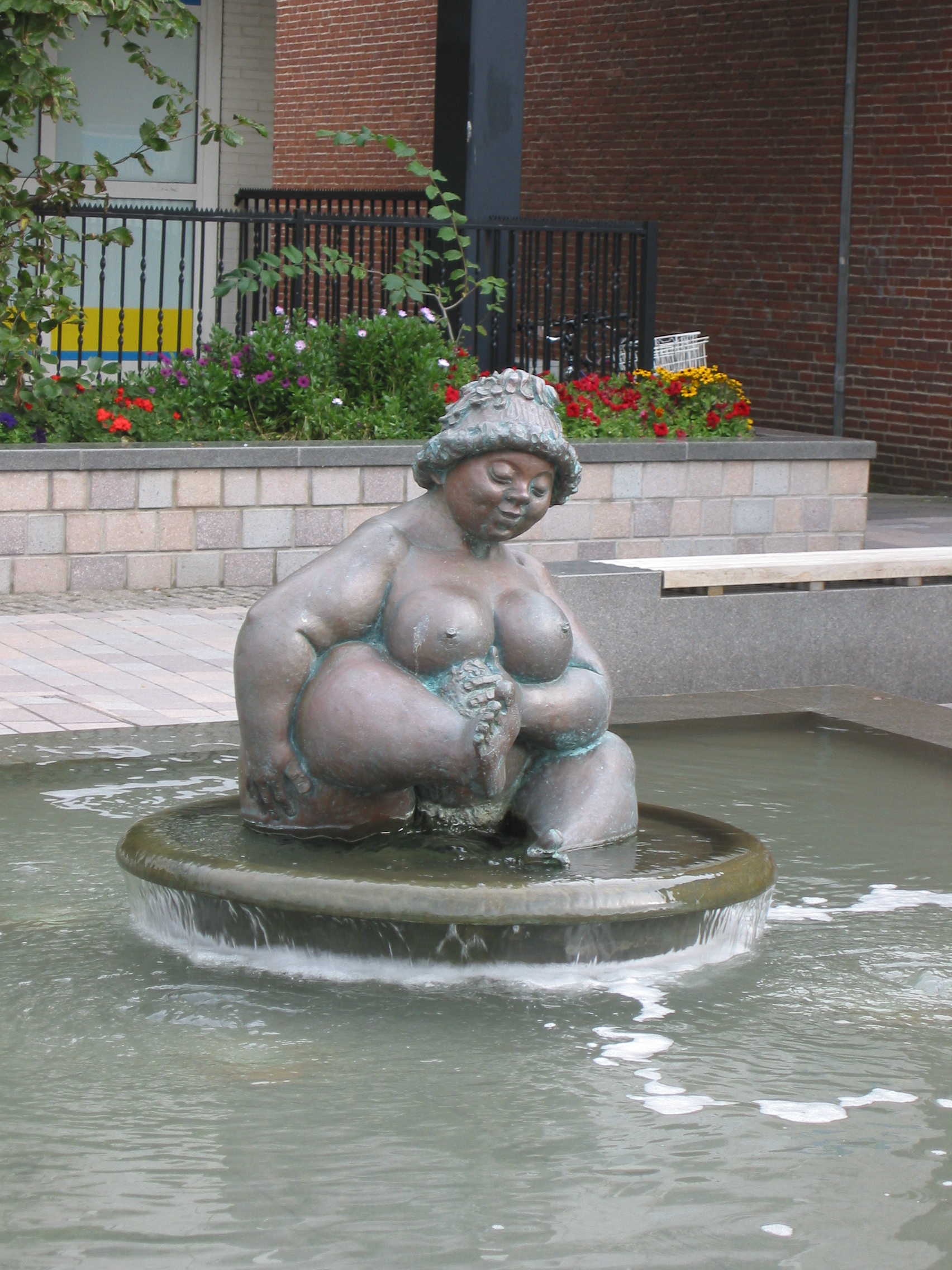
Wilhelmine – Plastik der Bildhauerin Ursula Hensel-Krüger

### Bürgermeister (1905–2008)
- 1905–1908 Bürgermeister Kindler
- 1908–1915 Bürgermeister Martin Frommhold
- 1915–1920 verwaltete Stadtsekretär Kapp das Amt des Bürgermeisters
- 1920–1933 Bürgermeister Kapp
- 1933–1934 Bürgermeister Findeisen
- 1934–1938 Bürgermeister und Kurdirektor Schuldt
- 1938–1939 Komm. Bürgermeister NSDAP-Ortsgruppenleiter Jacobsen
- 1939–1940 Bürgermeister Fiedler
- 1940–1942 Bürgermeister Freiherr Traugott v. Heintze
- 1942–1943 Bürgermeister Bergmann
- 1943–1944 Komm. Bürgermeister Oberinspektor Schmidt
- 1944 Komm. Bürgermeister Böhm
- 1944 Komm. Bürgermeister Ortsgruppenleiter Jacobsen
- 1945 Bürgermeister Kapp
- 1945 Komm. Bürgermeister Momsen
- 1946–1951 Bürgermeister Andreas Nielsen
- 1951 Bürgermeister Lobsien
- 1951–1964 Heinz Reinefarth, GB/BHE
- 1964–1976 Ernst Schilling CDU
- 1976–1991 Volker Hoppe, CDU
- 1991–2008 Petra Reiber, parteilos (2009–2015 Bürgermeisterin der Gemeinde Sylt)

### Wappen

Westerländer Flagge

Blasonierung: „In Silber über blau-silbernen Wellen ein roter Leuchtturm mit goldener Laterne, von dem nach rechts und links drei rote, goldschimmernde Strahlenbündel ausgehen. Das Mauerwerk unterhalb der Laterne ist belegt mit einem geteilten Schild: oben Silber ohne Bild, unten Blau, darin ein silberner Hering.“

## Kultur und Sehenswürdigkeiten

### Allgemeines

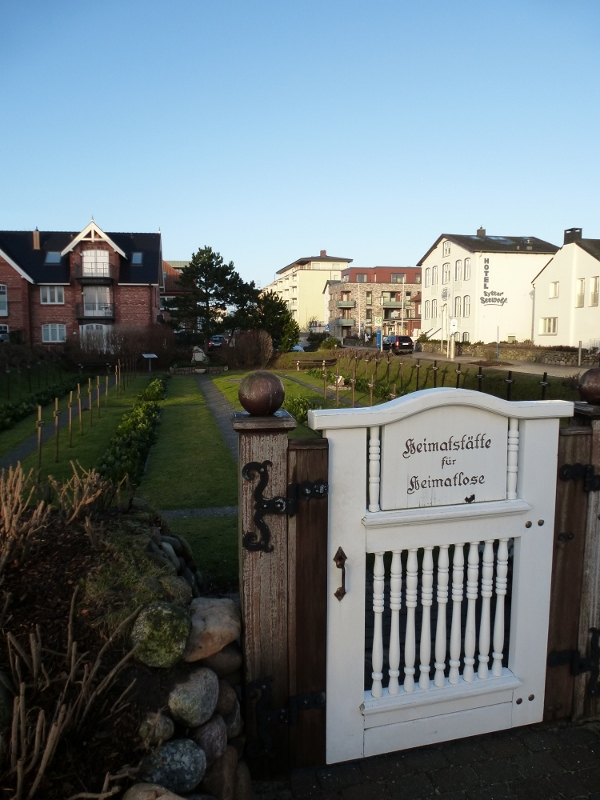
Friedhof der Heimatlosen

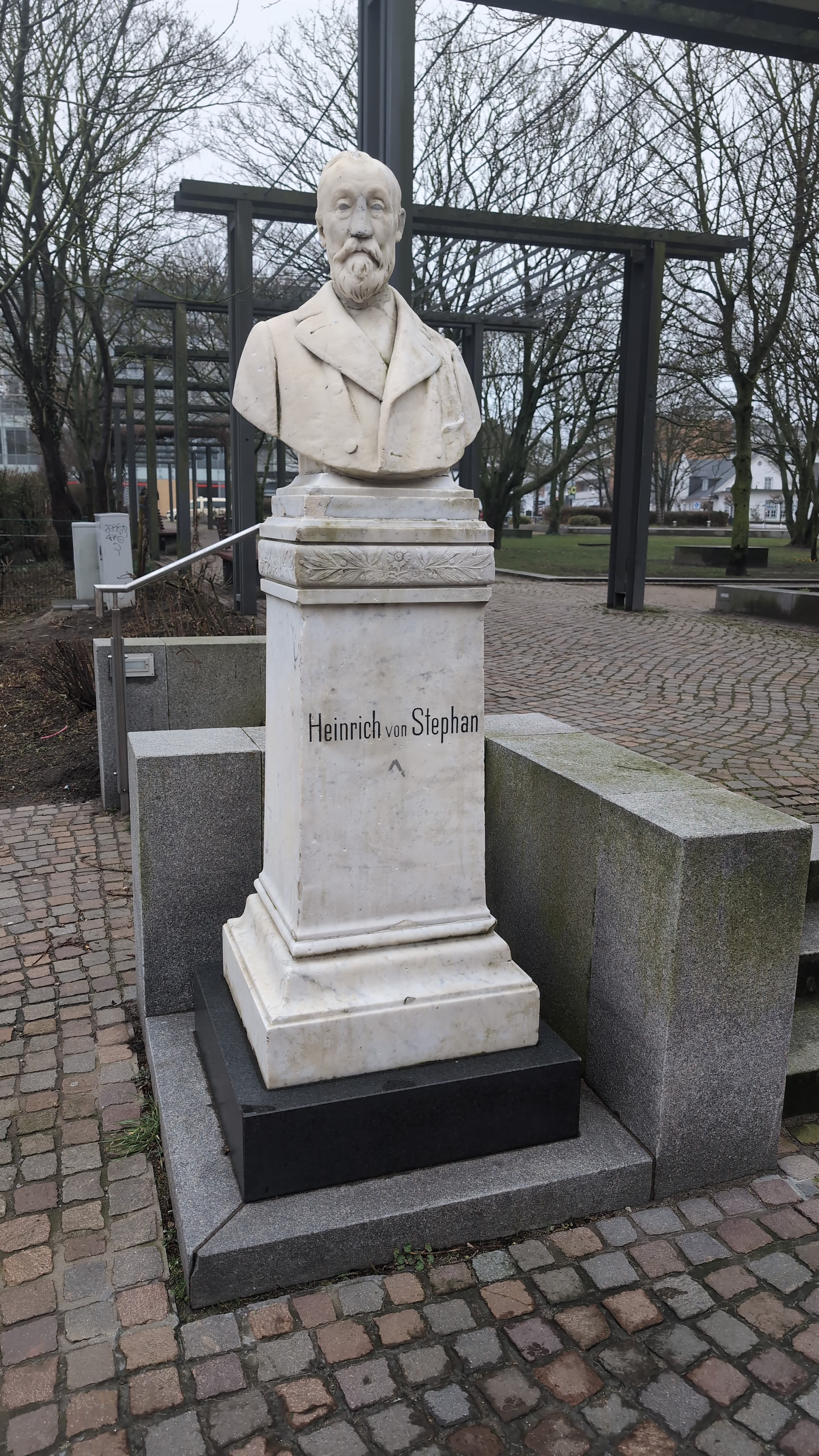
Heinrich von Stephan Büste Westerland

Westerland hat mit dem „Friedhof der Heimatlosen“ einen besonderen Friedhof für die namenlos angetriebenen toten Seeleute mit einem zentralen Mal, einem mächtigen Findling, der von der rumänischen Königin Elisabeth zu Wied 1888 gestiftet wurde und mit einem Gedicht des Kirchenlieddichters und Hofpredigers Rudolf Kögel versehen ist. Am 11. Juni 1896 fand die Enthüllung eines Denkmals für Heinrich von Stephan nach Entwurf des Bildhauers Hugo Berwald statt. 
Bekannt ist Westerland auch für seine lange Promenade entlang des Weststrandes: sie ist über sechs Kilometer lang und besteht seit über 100 Jahren. Auf dieser Promenade finden in der Saison abends regelmäßig Kurkonzerte in der sogenannten „Musikmuschel“ statt. Das im Jahr 2004 eröffnete Sylt Aquarium bietet den Besuchern Einblicke in die Unterwasserwelt der Meere. Seit 2001 steht das Skulpturenensemble des Künstlers Martin Wolke Die Reisenden Riesen im Wind auf dem Bahnhofsvorplatz von Westerland.
Westerland ist Austragungsort des Windsurf World Cup Sylt, der bereits seit über 40 Jahren durchgeführt wird.

### Historische und herausragende Bauwerke

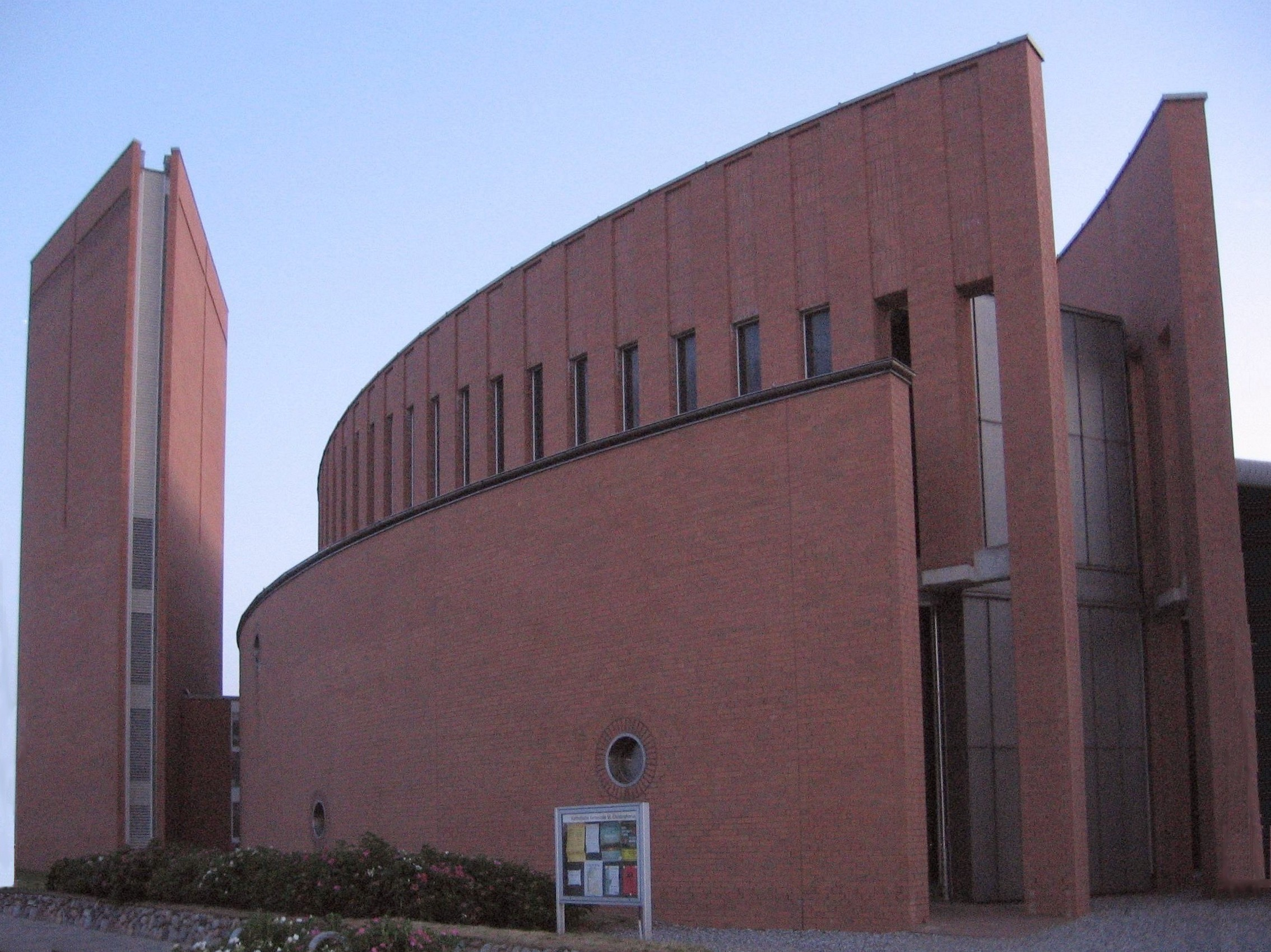
Katholische St.-Christophorus-Kirche

- Evangelische Kirche St. Niels, 1634 erbaut

Die alte Dorfkirche von Westerland wurde 1637 eingeweiht und birgt eine Reihe wertvoller Kunstwerke. Der Turm entstand 1875.
- Kurhaus Westerland, erbaut 1897

Nach Ende des Ersten Weltkriegs wurden dort Vergnügungsstätten, Bars und Spielsäle eingerichtet. Heute beherbergt das Bauwerk das Rathaus und das Spielkasino.
- Evangelische Kirche St. Nicolai erbaut ab 1906

Der Bau der 1908 eingeweihten neuromanischen Stadtkirche wurde notwendig, weil die alte Dorfkirche St. Niels zu klein geworden war.
- Westerländer Roland, von 1917/18
- Staldkirken, seit 1952

Die dänische Kirche befindet sich in einem Friesenhof von 1780.
- Katholische Kirche St. Christophorus

Die 1999 errichtete Kirche ist ein bemerkenswerter Bau der Postmoderne.

## Wirtschaft und Infrastruktur
Die Wirtschaft Westerlands ist sehr stark auf den Tourismus der Insel ausgerichtet. Im Jahr 2002 war Westerland hinter Sankt Peter-Ording zweitwichtigster Ort für den Tourismus in Schleswig-Holstein: 96.120 Gäste, davon 271 (0,28 Prozent) aus dem Ausland, buchten 819.935 Übernachtungen. Die Stadt verfügte über 9.159 Gästebetten. Im Süden der Stadt befindet sich ein Campingplatz.
Für die Insel Sylt bildet Westerland ein Zentrum für die Versorgung; Einzelhandel und Dienstleister versorgen Einwohner und Gäste der gesamten Insel.
Die Reederei Adler-Schiffe hat ihren Sitz in Westerland.

### Verkehr

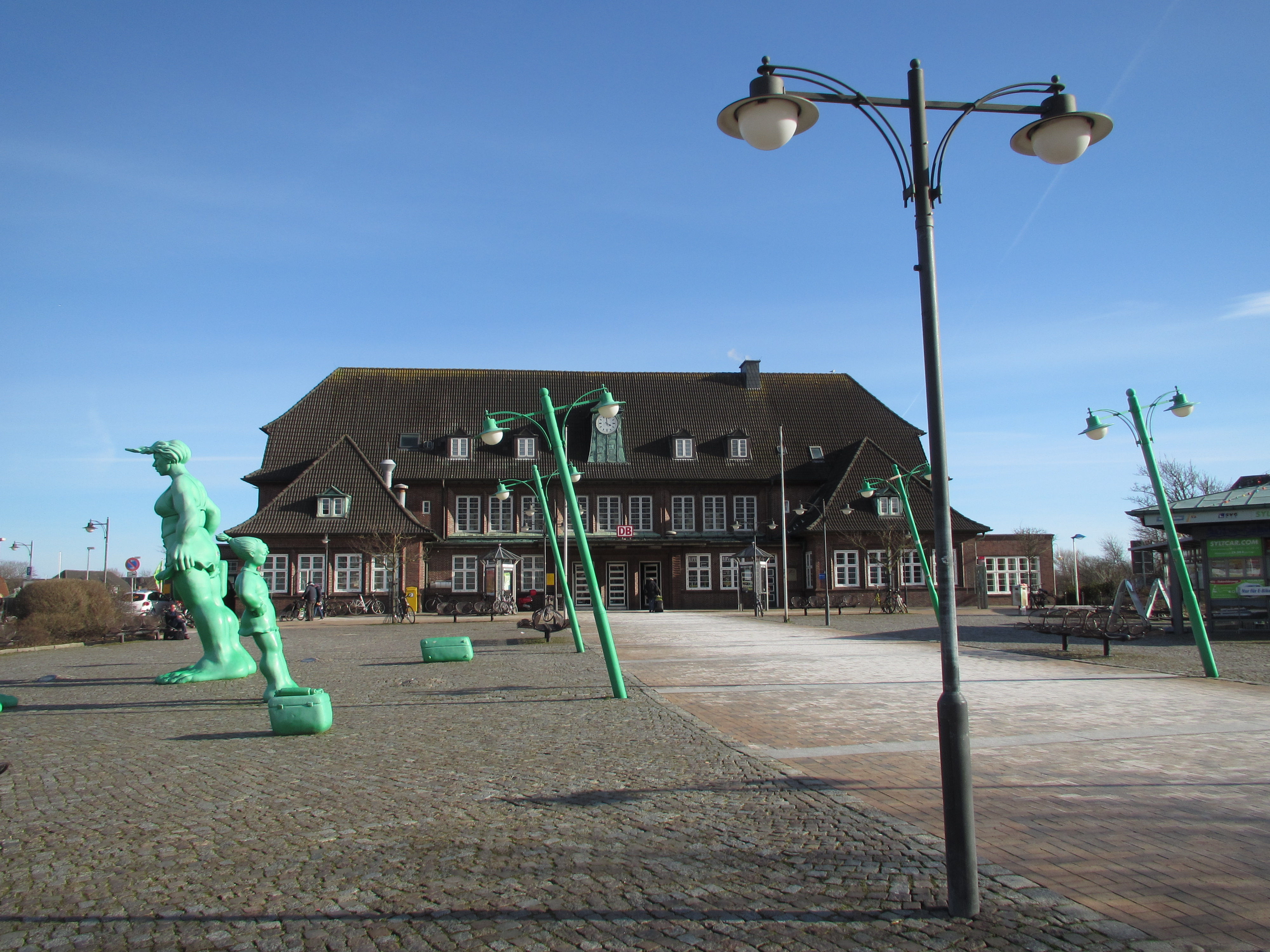
Bahnhofsgebäude

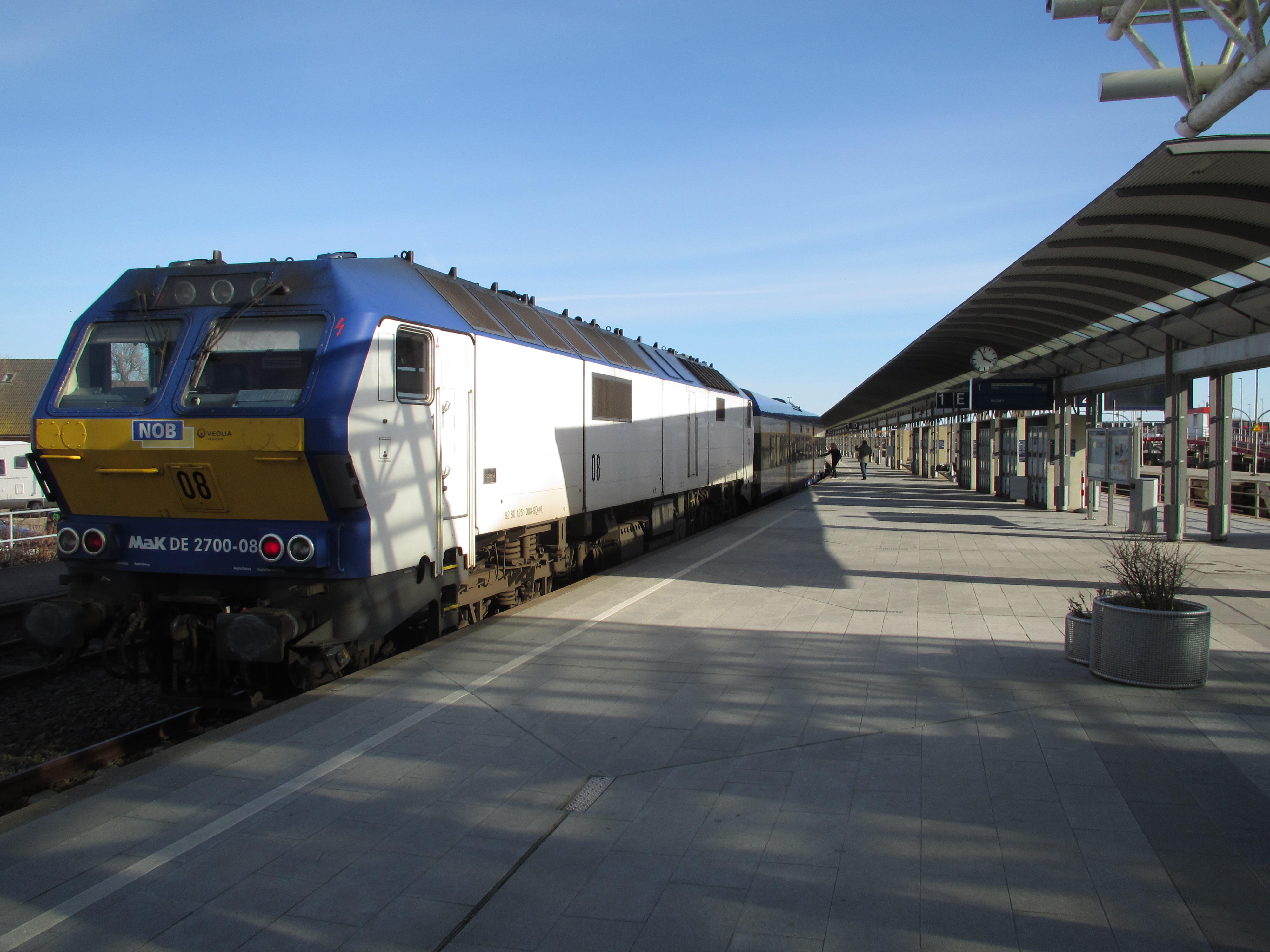
Zug der NOB im Bahnhof Westerland

Auf Sylt ist wie auf allen nordfriesischen Inseln Autoverkehr gestattet. Es gibt in Westerland ein gut ausgebautes Straßennetz und genügend (zum Teil gebührenpflichtige) Parkplätze. In den 1970er und 1980er Jahren wurde in Westerland ein Nachtfahrverbot in einigen Straßen des „Kurzentrums“ eingeführt, für dessen Umsetzung nachts einige Straßen ab 22:00 Uhr mit einer Schranke verschlossen wurden, sodass kein Autoverkehr mehr möglich war. Das Nachtfahrverbot wurde 1998 wieder aufgehoben und die Schranken abgebaut.

#### Schienenverkehr
Sylt und damit auch Westerland kann nicht auf der Straße erreicht werden. Stattdessen besteht eine Verbindung mit dem Sylt-Shuttle bzw. RDC Autozug Sylt genannten Autotransport zwischen Niebüll und Westerland (Sylt). Die auch als Marschbahn bezeichnete Strecke führt über den 11,3 Kilometer langen Hindenburgdamm durch das Wattenmeer. Der Personenverkehr wird von der Deutschen Bahn mit Intercity- und Regionalzügen durchgeführt.

#### Öffentlicher Personennahverkehr
Auf Sylt liegt Westerland zentral. Neben dem Bahnhof mit Verbindungen in östlicher Richtung nach Keitum und Morsum gibt es Buslinien der Sylter Verkehrsgesellschaft Richtung Süden nach Hörnum und Richtung Norden nach List. Diese Linien sowie die Linie Westerland–Munkmarsch stellen das frühere Netz der Sylter Inselbahn dar, deren Betrieb 1970 eingestellt wurde. In Westerland fahren zwei Linien der Stadtbusse, von denen eine durch den Norden der Stadt bis zur Nordseeklinik führt und die andere durch den Süden der Stadt fährt. Durch diese Buslinie sollen die mittlerweile verstreut liegenden Wohngebiete der Stadt besser an die Innenstadt angeschlossen werden.

#### Flugverkehr
Westerland ist weiterhin über den rund zwei Kilometer östlich des Stadtzentrums gelegenen Flughafen Sylt im Linien- und Charterverkehr zu erreichen.

#### Schiffsverkehr
Westerland selbst hat keinen Hafen, es gibt aber von den Häfen in Hörnum und List Fährverbindungen zu den Nachbarinseln. Sylt ist per Autofähre der Rømø-Sylt-Linie von der dänischen Nachbarinsel Rømø aus zu erreichen. Außerdem gibt es eine Linie im Fährverkehr – ohne Kfz-Beförderung – von Nordstrand über Amrum nach Hörnum.

### Bildung
Westerland hat zwei Grundschulen, eine Gemeinschaftsschule und ein Gymnasium (Gymnasium Sylt). Des Weiteren gibt es eine dänische Grund- und Hauptschule (Vesterland-Kejtum Danske Skole) sowie eine Förderschule. Die Beruflichen Schulen des Kreises Nordfriesland haben eine Außenstelle in Westerland.
Für den Bereich der Erwachsenenbildung steht die Volkshochschule Sylt.
In Westerland befindet sich eine Bezirksstelle der Kreismusikschule Nordfriesland.

### Sendeanlage
→ Siehe: Sender Westerland

## Persönlichkeiten
- Die rumänische Königin Elisabeth zu Wied (1843–1916; Dichterin mit dem Pseudonym Carmen Sylva) besuchte Westerland in der Anfangszeit des Bades regelmäßig und machte das Bad damit auch in Adelskreisen „hoffähig“. Die Elisabethstraße im Stadtzentrum ist nach ihr benannt.
- Der evangelisch-lutherische Pfarrer Heinrich Rendtorff (1888–1960) wurde in Westerland geboren, er war zudem Landesbischof der Evangelisch-Lutherischen Landeskirche Mecklenburgs und 1926 bis 1930 und 1945 bis 1956 Professor für Praktische Theologie in Kiel.
- Der Schauspieler Uwe Dallmeier (* 27. August 1924 in Dithmarschen) verstarb hier an seinem Wohnsitz am 19. November 1985.
- Der Sylter Chronist Harald Voigt (1928–2005) machte sich mit zahlreichen Publikationen und Veröffentlichungen um die Geschichte Sylts verdient.
- Die Punkrock-Band Die Ärzte spielte in Westerland am 9. Juli 1988 ihr Abschiedskonzert vor ihrer vorläufigen Auflösung im gleichen Jahr.
- Heinz Reinefarth, ehemaliger SS-Brigadeführer, der im Dezember 1951 Bürgermeister von Westerland wurde. Reinefarth war einer der Offiziere, die 1944 auf Befehl Heinrich Himmlers den Warschauer Aufstand niederschlugen. Obwohl Reinefarths Einheit für die Ermordung Tausender Zivilisten verantwortlich war und die polnischen Behörden seine Auslieferung forderten, wurde er nie wegen dieser Gräueltaten angeklagt. Er starb 1979 in Westerland.

## Friedhöfe
- Friedhof der Heimatlosen (Westerland)